# Saltörter
Saltörter (Suaeda) är ett släkte av amarantväxter. Saltörter ingår i familjen amarantväxter.

## Bildgalleri

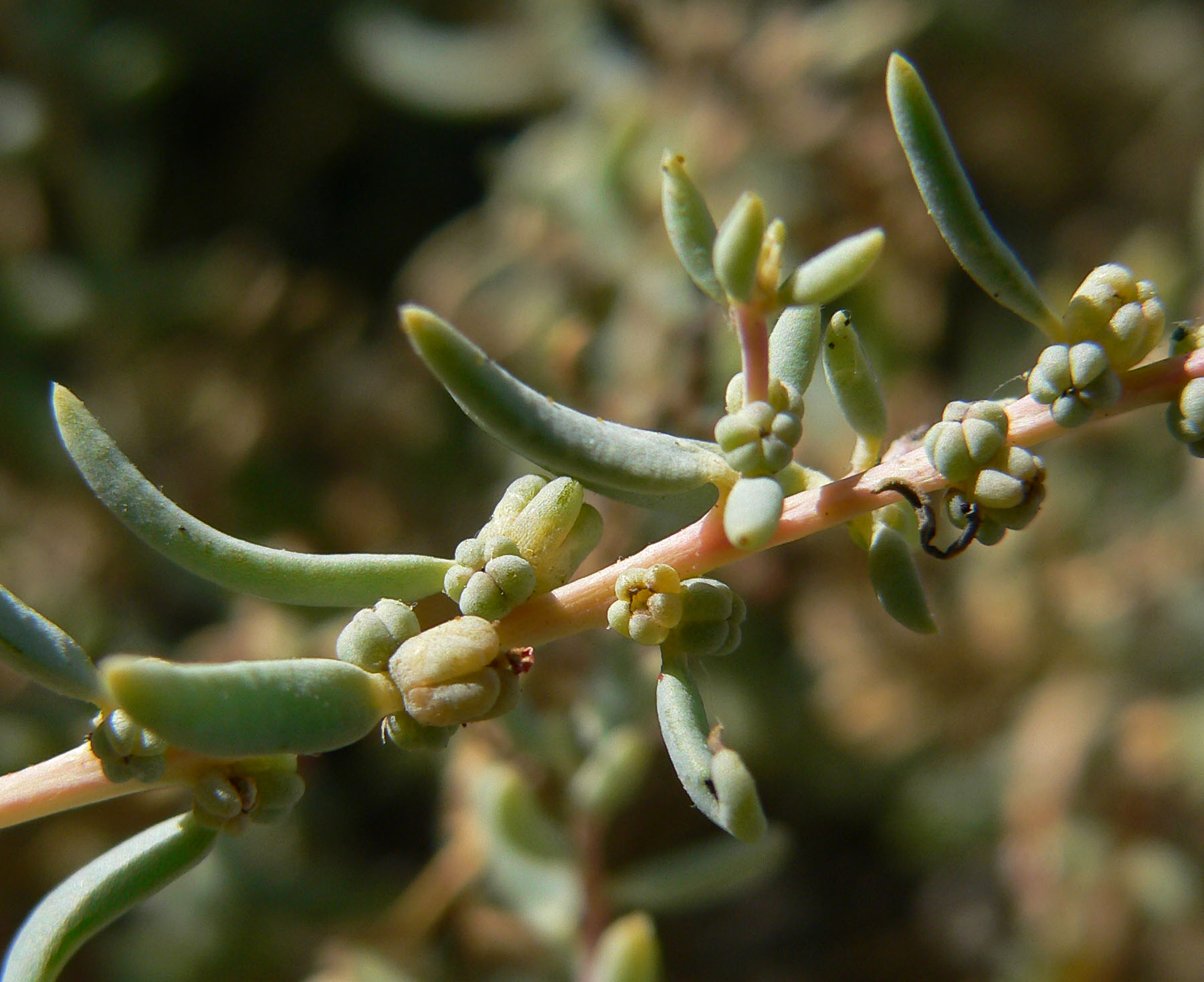
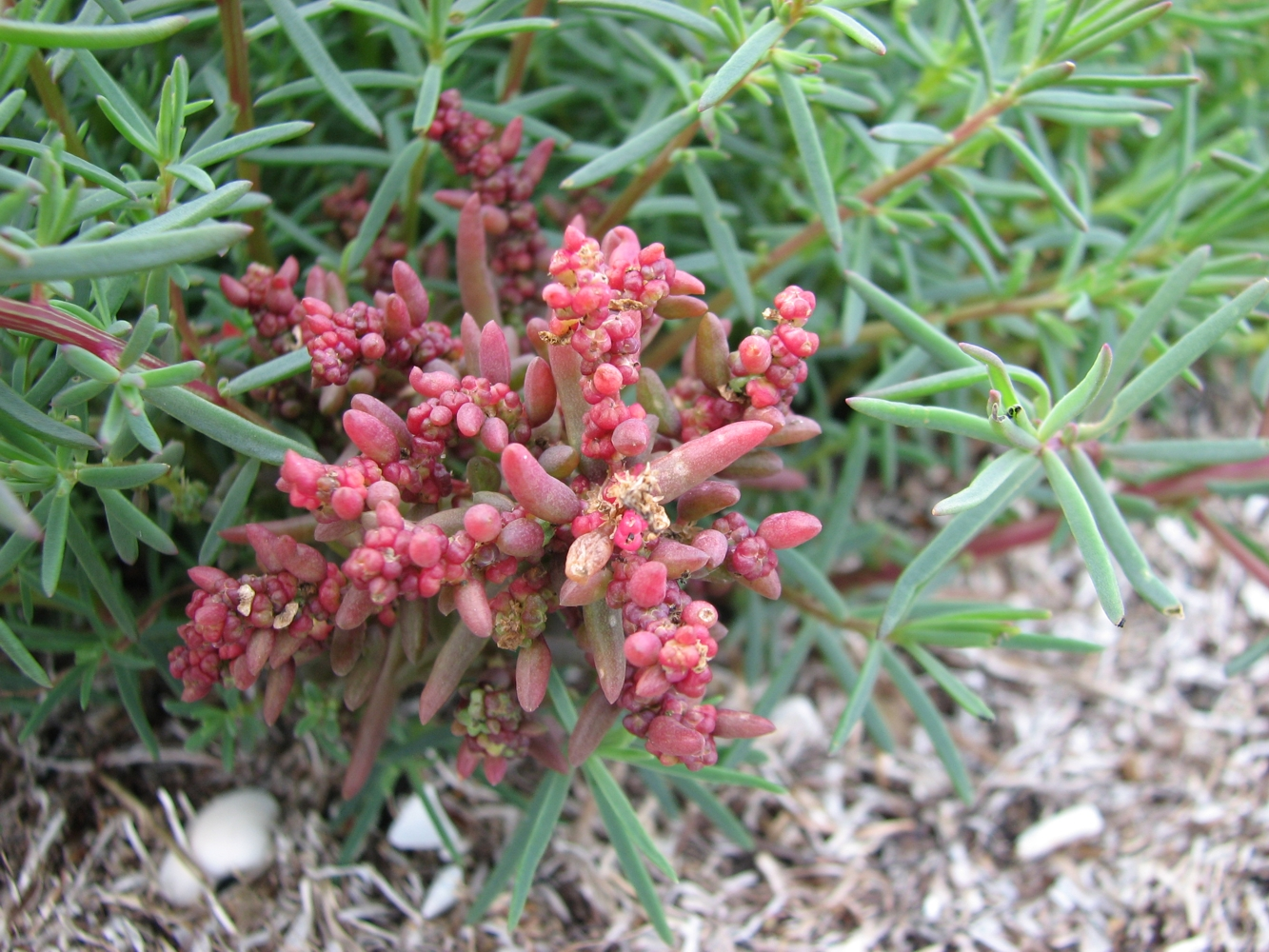
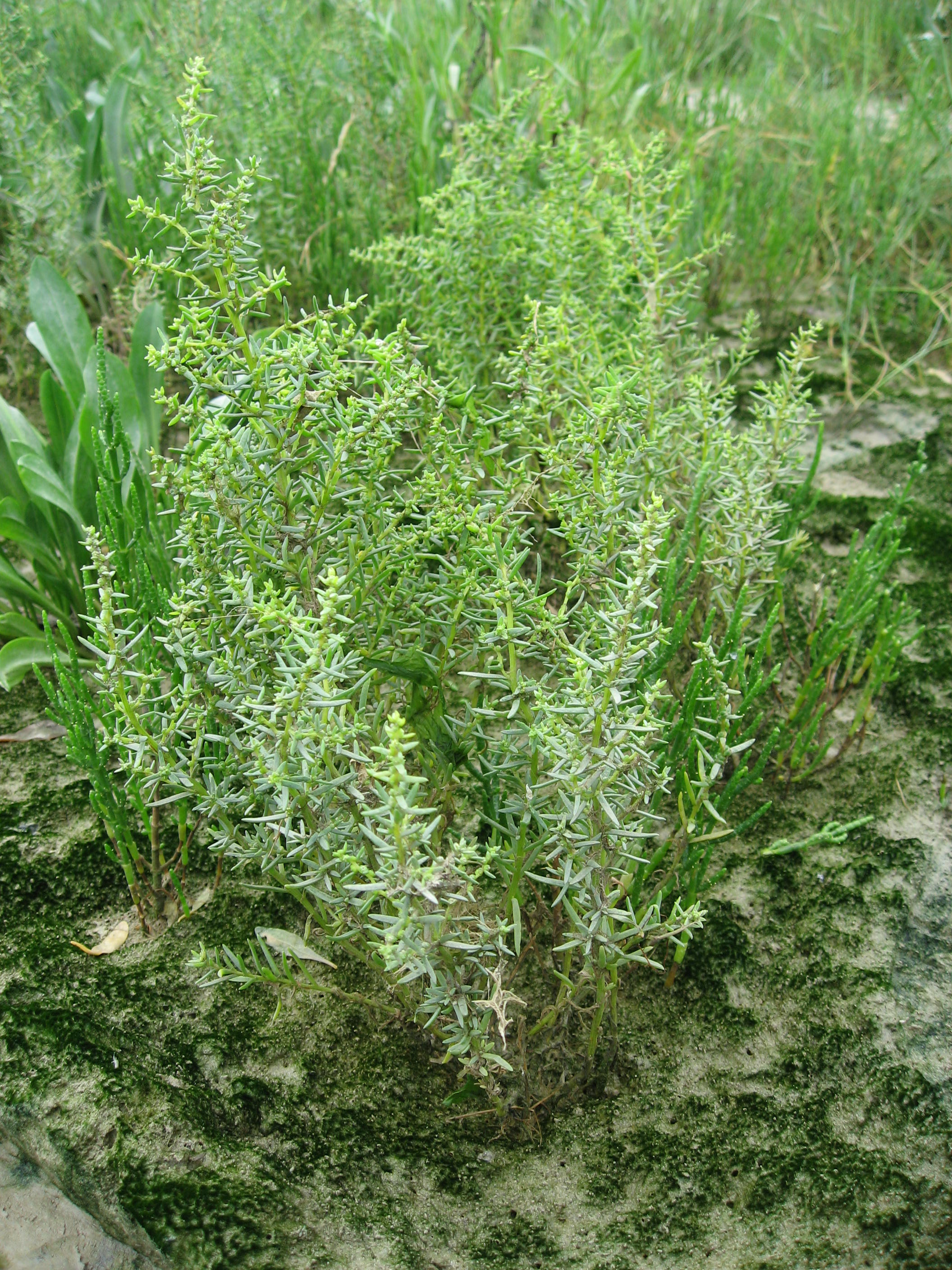
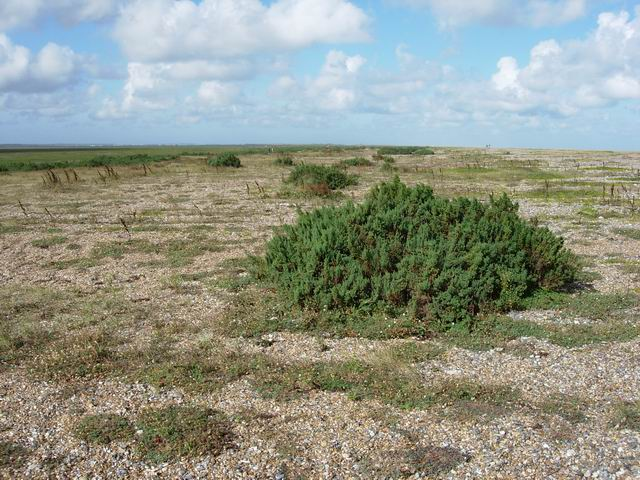
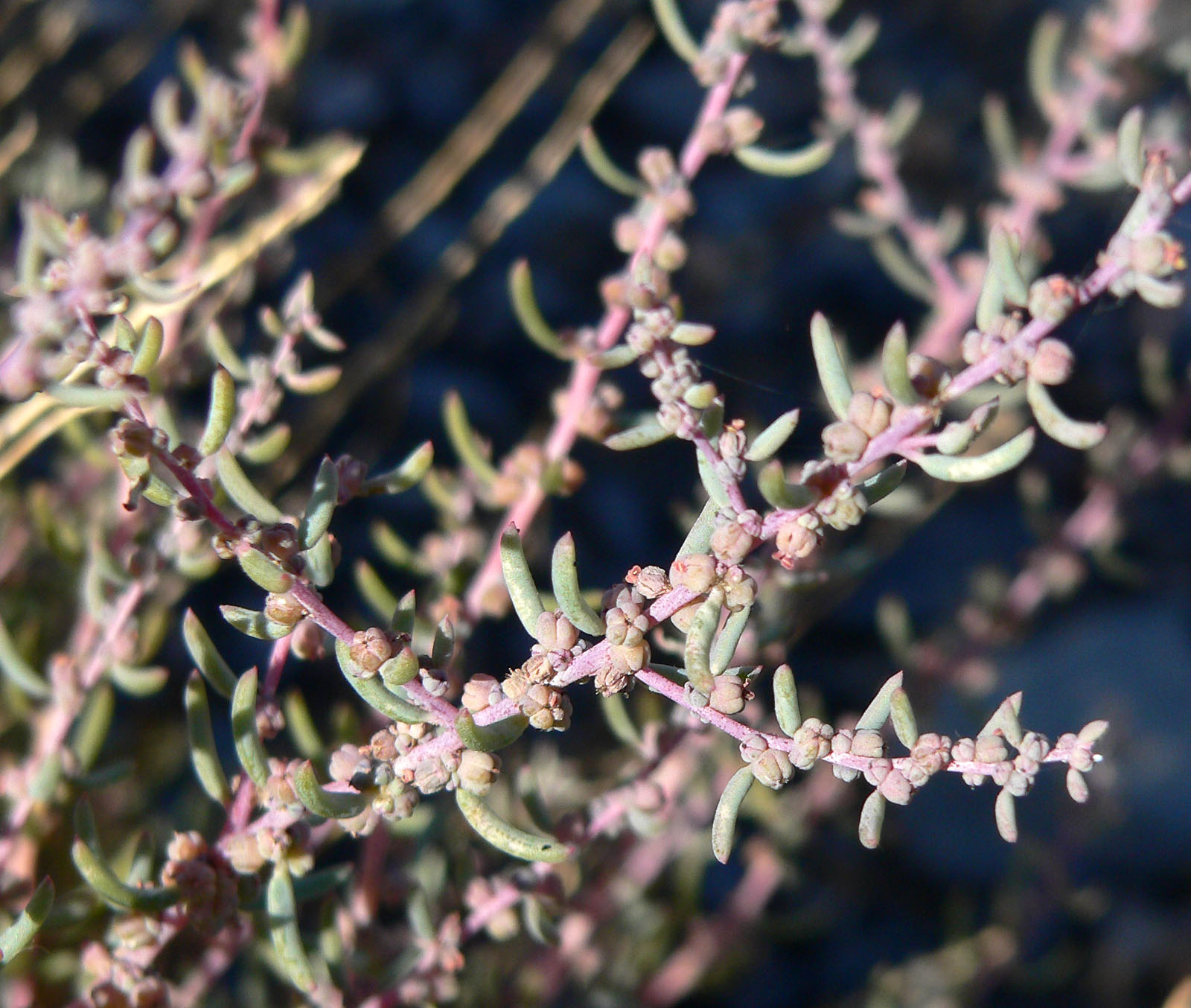
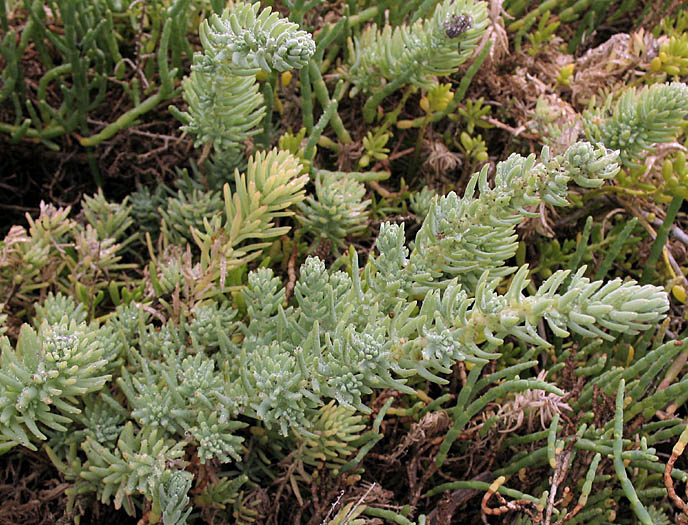

## Dottertaxa till Saltörter, i alfabetisk ordning[1]
- Suaeda acuminata
- Suaeda aegyptiaca
- Suaeda altissima
- Suaeda aralocaspica
- Suaeda arcuata
- Suaeda arguinensis
- Suaeda articulata
- Suaeda asphaltica
- Suaeda australis
- Suaeda baccata
- Suaeda baluchestanica
- Suaeda caespitosa
- Suaeda californica
- Suaeda carnosissima
- Suaeda cinerea
- Suaeda cochlearifolia
- Suaeda conferta
- Suaeda corniculata
- Suaeda cucullata
- Suaeda dendroides
- Suaeda depressa
- Suaeda divaricata
- Suaeda drepanophylla
- Suaeda eltonica
- Suaeda fruticosa
- Suaeda genesiana
- Suaeda glauca
- Suaeda heterophylla
- Suaeda heteroptera
- Suaeda hortensis
- Suaeda ifniensis
- Suaeda inflata
- Suaeda japonica
- Suaeda linearis
- Suaeda linifolia
- Suaeda longifolia
- Suaeda maris-mortui
- Suaeda maritima
- Suaeda merxmuelleri
- Suaeda mesopotamica
- Suaeda mexicana
- Suaeda micromeris
- Suaeda microphylla
- Suaeda microsperma
- Suaeda monoica
- Suaeda nigra
- Suaeda novae-zelandiae
- Suaeda obtusifolia
- Suaeda occidentalis
- Suaeda palaestina
- Suaeda pannonica
- Suaeda patagonica
- Suaeda paulayana
- Suaeda physophora
- Suaeda plumosa
- Suaeda prostrata
- Suaeda pruinosa
- Suaeda pterantha
- Suaeda ramosissima
- Suaeda salina
- Suaeda salinaria
- Suaeda schimperi
- Suaeda spicata
- Suaeda splendens
- Suaeda taxifolia
- Suaeda turkestanica
- Suaeda vera
- Suaeda vermiculata
- Suaeda vesceritensis
- Suaeda volkensii